# Parco regionale di Gianola e Monte di Scauri
Il parco regionale di Gianola e Monte di Scauri è un'area naturale protetta situata all'estremo sud del Lazio. L'area ha un'estensione complessiva di 309 ettari, compresi 17 ettari di area protetta a mare.

## Storia
Il parco fu istituito nel 1987 con legge della regione Lazio n. 15 come "parco Suburbano di Gianola e Monte di Scauri" nei comuni di Formia e Minturno. Dal 2003 (L.R. 2/2003) fa parte del più ampio parco regionale Riviera di Ulisse, che comprende anche il parco regionale urbano di Monte Orlando a Gaeta e il monumento naturale Promontorio Villa di Tiberio e Costa Torre Capovento - Punta Cetarola a Sperlonga.

## Flora
Il parco ospita diverse specie di alberi come la quercia da sughero, il leccio, la roverella e il lentisco.
Tra le specie di piante si trovano ginestre, cisti, eriche, gladioli e altre piante della folta macchia mediterranea.

## Fauna
La fauna ha un ciclo vitale regolare. Il parco ospita diverse specie di serpenti, ramarri, uccelli e farfalle. Nel 2009 si è verificata la prima nidificazione dell'assiolo nel parco.